# Saint-Antoine-l’Abbaye
Saint-Antoine-l’Abbaye ist ein Ort und ehemalige französische Gemeinde mit 1078 Einwohnern (Stand: 1. Januar 2020) im Département Isère in der Region Auvergne-Rhône-Alpes. Sie gehörte zum Arrondissement Grenoble. Die Bewohner werden Antonins und Antonines genannt.
Der Ort ist als eines der Plus beaux villages de France (Schönste Dörfer Frankreichs) klassifiziert. und war ehemals Zentrum des Krankenpflege-Ordens der Antoniter.
Der Erlass des Präfekten vom 30. September 2015 legte mit Wirkung zum 31. Dezember 2015 die Eingliederung von Saint-Antoine-l’Abbaye zusammen mit der früheren Gemeinde Dionay zur Commune nouvelle Saint Antoine l’Abbaye (Schreibweise ohne Bindestriche) fest. Im Gegensatz zu Dionay erhielt der Ort keinen Status als Commune déléguée.

## Geografie

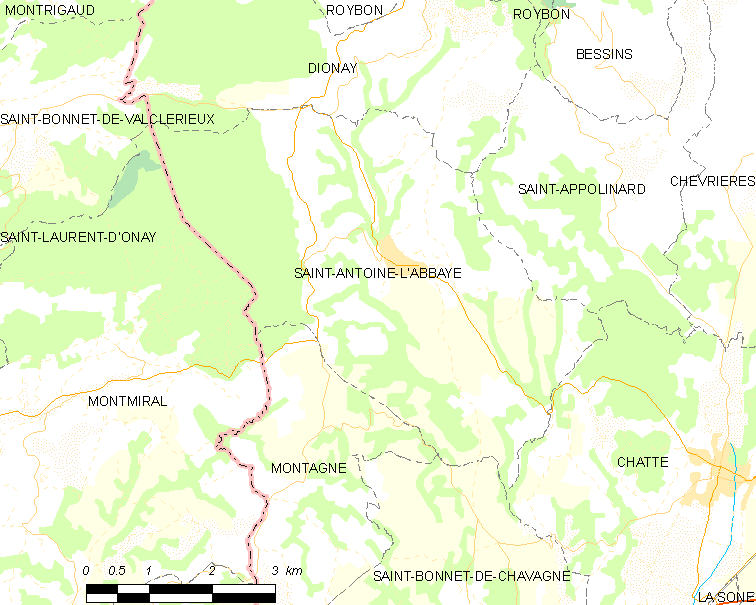
Karte von Saint-Antoine-l’Abbaye

Saint-Antoine-l’Abbaye liegt rund 41 Kilometer westlich von Grenoble und etwa 37 Kilometer nordöstlich von Valence in der historischen Landschaft der Dauphiné am südwestlichen Rand des Départements an der Grenze zum benachbarten Département Drôme.
Das Ortsgebiet liegt im Einzugsgebiet der Rhone und wird entwässert vom Furand, vom Flüsschen Savasse, vom Ruisseau de Bagnol, von den zeitweise trockenfallenden Ruisseau de Fontfroide und Ruisseau de Charreton, vom Flüsschen Frison, vom Ruisseau du Sautinet, vom Ruisseau de Serre, vom Ruisseau du Montallard und verschiedenen kleineren Bächen.
Das Bodenrelief zeigt eine durchweg hügelige Land, westlich und östlich des Furand-Tals mit höheren Erhebungen, im Westen bis 578 m Höhe. Das Ortszentrum liegt auf etwa 375 m Höhe, der tiefste Punkt wird mit 269 m Höhe im äußersten Süden beim Austritt des Furand aus dem Ortsgebiet gemessen.
Umgeben wird Saint-Antoine-l’Abbaye von den sechs Nachbargemeinden und der Commune déléguée:
| Valherbasse (Drôme) | Dionay (Commune déléguée)                   |                  |
| Montmiral (Drôme)   | Kompassrose, die auf Nachbargemeinden zeigt | Saint-Appolinard |
| Montagne            | Saint-Bonnet-de-Chavagne                    | Chatte           |

## Geschichte
Um 1070 kam der lokale Adlige Jocelin nach Konstantinopel und leistete dem oströmischen Kaiser Waffenhilfe. Als Lohn erhielt er Reliquien des Mönchsvaters Antonius, die die Byzantiner beim Einfall der Araber nach Ägypten aus Alexandria mitgenommen hatten. Jocelin nahm sie mit in seine Heimat und deponierte sie in der heimatlichen Kirche von La-motte-aux-bois, die unter Verwaltung eines Priorats der Benediktiner von Montmajour in der Provence stand.
Als sich der Ruf ausbreitete, die Reliquien hätten dazu beigetragen, dass Menschen vom später sogenannten Antoniusfeuer geheilt worden seien, setzten Bittwallfahrten ein, die von einigen Männern und Frauen am Ort betreut wurden. Ein domus elemosinariae – ein Haus der Barmherzigkeit – wurde als Hospiz zur Dauerpflege eingerichtet. Der daraus entstandenen Krankenpflege-Bruderschaft wurden Hospitäler in der näheren und weiteren Umgebung anvertraut. Jakobspilger breiteten den Ruf der Reliquien und der Bruderschaft aus.
1232 gab es neue strengere Statuten für das Doppelkloster der Benediktiner und der Antoniter. 1247 wurde ein eigener Konvent der Antoniter nach der Regel des Augustinus von Hippo gebildet. Nach Streitigkeiten zwischen beiden Gruppen wurde entschieden, dass sich die Benediktiner aus dem Ort zurückziehen – wobei sie die Reliquien mitnahmen, die im Zuge der Französischen Revolution von Montmajour nach Arles (Saint-Julien) gebracht wurden – und der neue Orden unter dem Patronat des Antonius hierbleiben und in der weiten (europäischen) Welt helfend und heilend wirken sollte. Ausgang des Mittelalters waren etwa 250 Präzeptoreien zwischen Schottland und Jerusalem, zwischen Spanien und dem Baltikum von Saint-Antoine abhängig. Der Name des Ortes änderte sich in der Folgezeit in Saint-Antoine. Er blieb Zentrum des Ordens bis zu dessen Eingliederung in den Malteserorden 1774.

## Bevölkerungsentwicklung
| Saint-Antoine-l’Abbaye: Einwohnerzahlen von 1793 bis 2020                                                                  | Saint-Antoine-l’Abbaye: Einwohnerzahlen von 1793 bis 2020 | Saint-Antoine-l’Abbaye: Einwohnerzahlen von 1793 bis 2020 | Saint-Antoine-l’Abbaye: Einwohnerzahlen von 1793 bis 2020 | Saint-Antoine-l’Abbaye: Einwohnerzahlen von 1793 bis 2020 |
| --- | --------------------------------------------------------- | --------------------------------------------------------- | --------------------------------------------------------- | --------------------------------------------------------- |
| Jahr |                                                           |                                                           |                                                           | Einwohner                                                 |
| 1793 | 1793                                                      |                                                           | 1.620                                                     | 1.620                                                     |
| 1800 | 1800                                                      |                                                           | 1.663                                                     | 1.663                                                     |
| 1806 | 1806                                                      |                                                           | 1.731                                                     | 1.731                                                     |
| 1821 | 1821                                                      |                                                           | 1.713                                                     | 1.713                                                     |
| 1831 | 1831                                                      |                                                           | 2.007                                                     | 2.007                                                     |
| 1836 | 1836                                                      |                                                           | 2.035                                                     | 2.035                                                     |
| 1841 | 1841                                                      |                                                           | 2.020                                                     | 2.020                                                     |
| 1846 | 1846                                                      |                                                           | 1.950                                                     | 1.950                                                     |
| 1851 | 1851                                                      |                                                           | 1.880                                                     | 1.880                                                     |
| 1856 | 1856                                                      |                                                           | 1.906                                                     | 1.906                                                     |
| 1861 | 1861                                                      |                                                           | 1.909                                                     | 1.909                                                     |
| 1866 | 1866                                                      |                                                           | 1.846                                                     | 1.846                                                     |
| 1872 | 1872                                                      |                                                           | 1.814                                                     | 1.814                                                     |
| 1876 | 1876                                                      |                                                           | 1.712                                                     | 1.712                                                     |
| 1881 | 1881                                                      |                                                           | 1.624                                                     | 1.624                                                     |
| 1886 | 1886                                                      |                                                           | 1.573                                                     | 1.573                                                     |
| 1891 | 1891                                                      |                                                           | 1.621                                                     | 1.621                                                     |
| 1896 | 1896                                                      |                                                           | 1.570                                                     | 1.570                                                     |
| 1901 | 1901                                                      |                                                           | 1.659                                                     | 1.659                                                     |
| 1906 | 1906                                                      |                                                           | 1.483                                                     | 1.483                                                     |
| 1911 | 1911                                                      |                                                           | 1.520                                                     | 1.520                                                     |
| 1921 | 1921                                                      |                                                           | 1.252                                                     | 1.252                                                     |
| 1926 | 1926                                                      |                                                           | 1.303                                                     | 1.303                                                     |
| 1931 | 1931                                                      |                                                           | 1.226                                                     | 1.226                                                     |
| 1936 | 1936                                                      |                                                           | 985                                                       | 985                                                       |
| 1946 | 1946                                                      |                                                           | 1.035                                                     | 1.035                                                     |
| 1954 | 1954                                                      |                                                           | 1.013                                                     | 1.013                                                     |
| 1962 | 1962                                                      |                                                           | 913                                                       | 913                                                       |
| 1968 | 1968                                                      |                                                           | 840                                                       | 840                                                       |
| 1975 | 1975                                                      |                                                           | 766                                                       | 766                                                       |
| 1982 | 1982                                                      |                                                           | 779                                                       | 779                                                       |
| 1990 | 1990                                                      |                                                           | 873                                                       | 873                                                       |
| 1999 | 1999                                                      |                                                           | 910                                                       | 910                                                       |
| 2006 | 2006                                                      |                                                           | 959                                                       | 959                                                       |
| 2013 | 2013                                                      |                                                           | 1.053                                                     | 1.053                                                     |
| 2020 | 2020                                                      |                                                           | 1.078                                                     | 1.078                                                     |
| Quelle(n): EHESS/Cassini bis 1999, INSEE ab 2006 Anmerkung(en): Ab 1962 offizielle Zahlen ohne Einwohner mit Zweitwohnsitz |                                                           |                                                           |                                                           |                                                           |

## Sehenswürdigkeiten
- Zentrum des Ortes ist die ehemalige gotische Abteikirche Saint-Antoine mit dem Trésor des Chanoines. Auf sie führt der Grand Cour hin, an den sich die Klostergebäude anschließen. Die Abteikirche ist seit 1981 als Monument historique klassifiziert, der Vorplatz seit 1993. Die Kirche birgt zahlreiche Ausstattungsgegenstände, die in der Base Palissy gelistet sind, darunter eine große Anzahl, die als Monument historique der beweglichen Objekte klassifiziert sind. Das Rathaus (Hôtel de ville) befindet sich ebenfalls in der ehemaligen Abtei. In der Umgebung der Stadt erinnern die Namen zahlreicher Höfe an das Wirken der Antoniter: La Contamine, La Maladière und andere.
- Die ehemalige Pfarrkirche Notre-Dame de la Jayère ist das einzige noch erhaltene Zeugnis der im Mittelalter in unmittelbarer Nähe der Abteikirche Saint-Antoine errichteten Pfarrkirchen. Das vermutlich Ende des 12. Jahrhunderts erbaute Gebäude wurde im 14. und 16. Jahrhundert umgestaltet. Aus der Romanik sind die Chorhauptspitze, der östliche Teil der südlichen Tropfsteinmauer und möglicherweise auch ein Teil der Westfassade erhalten. Die Kirche ist seit 2004 als Monument historique eingeschrieben.

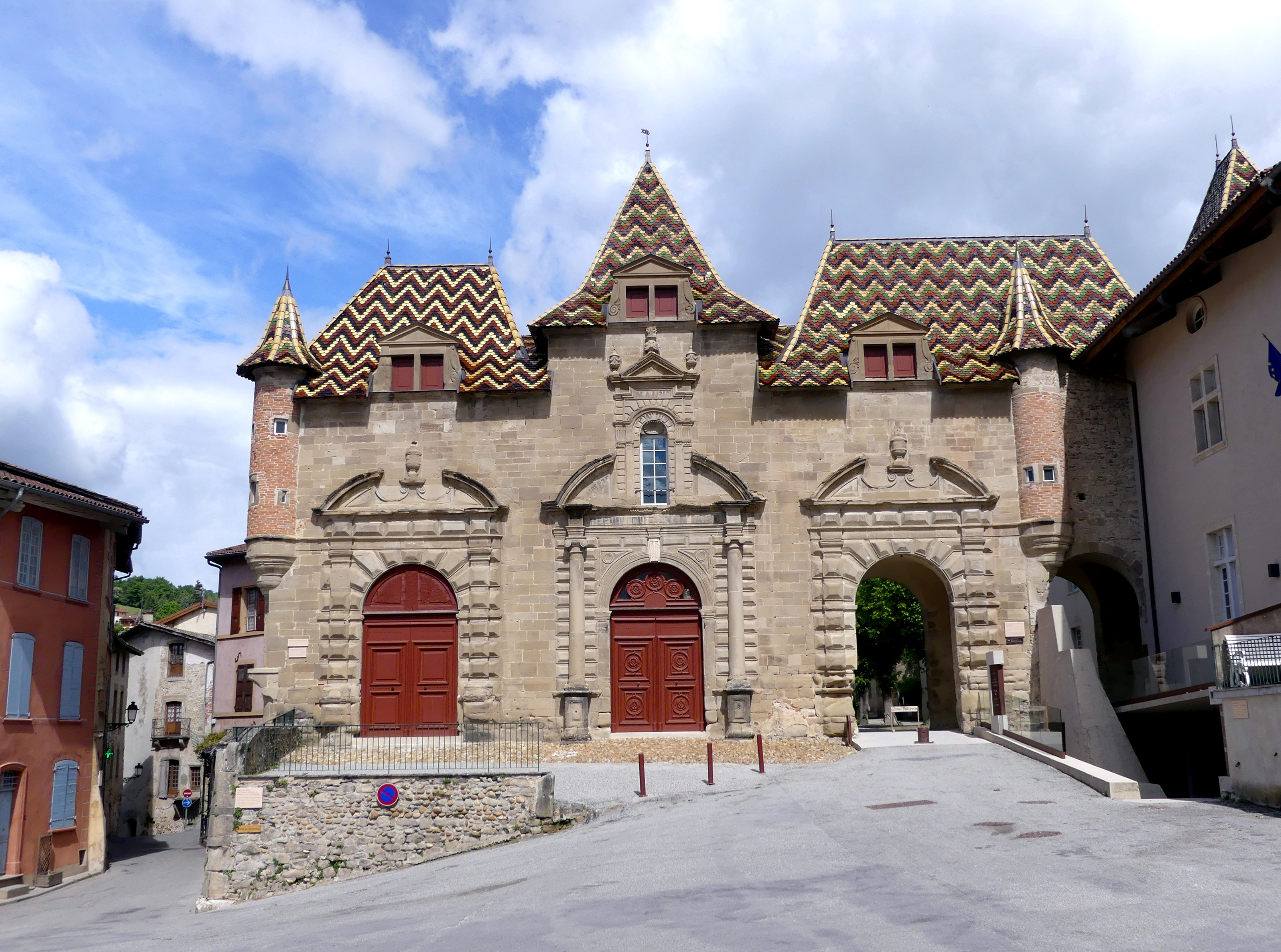
Rathaus (Hôtel de ville) und Eingang zur ehemaligen Abtei
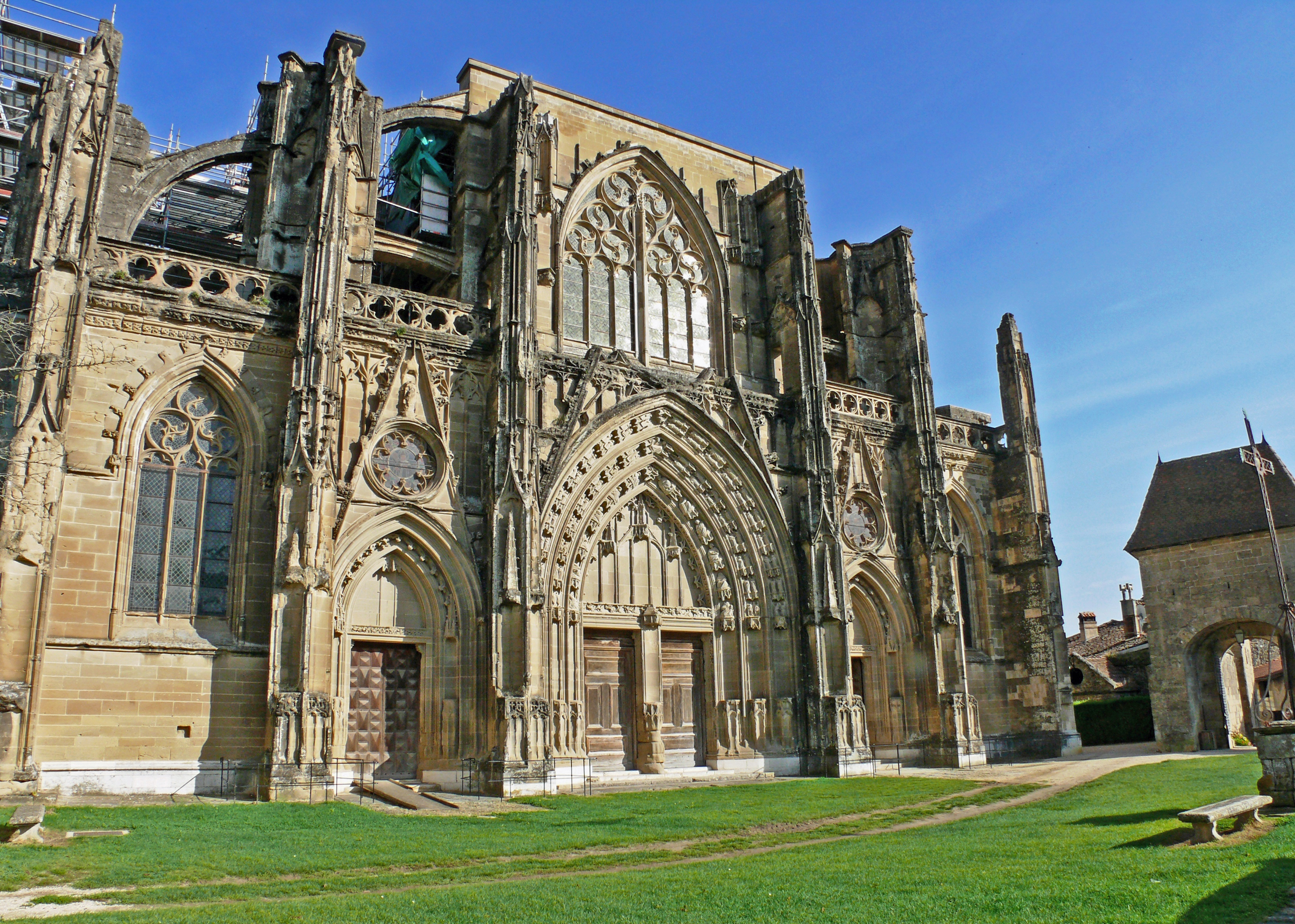
Westfassade der Abteikirche
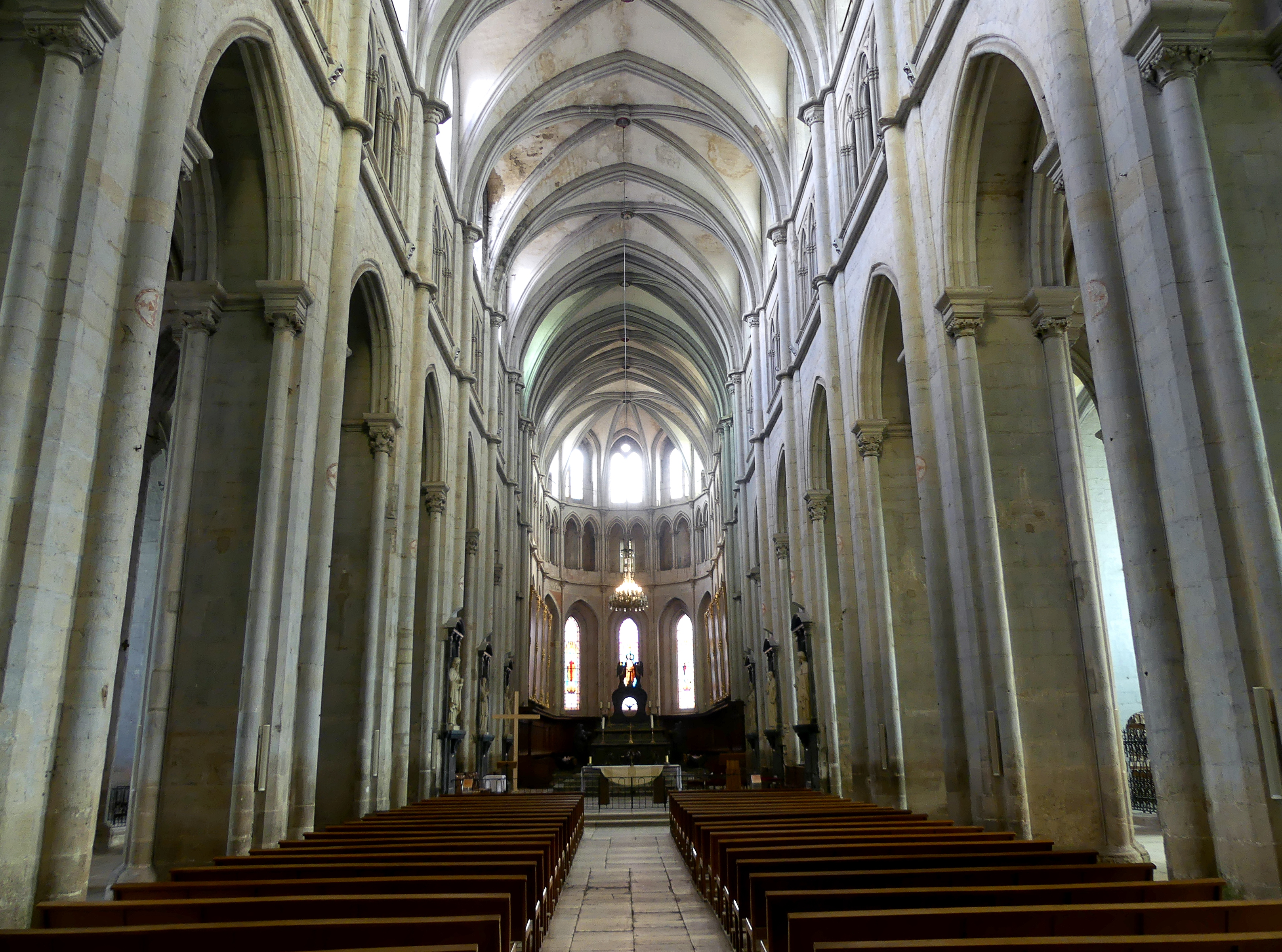
Innenraum der Abteikirche
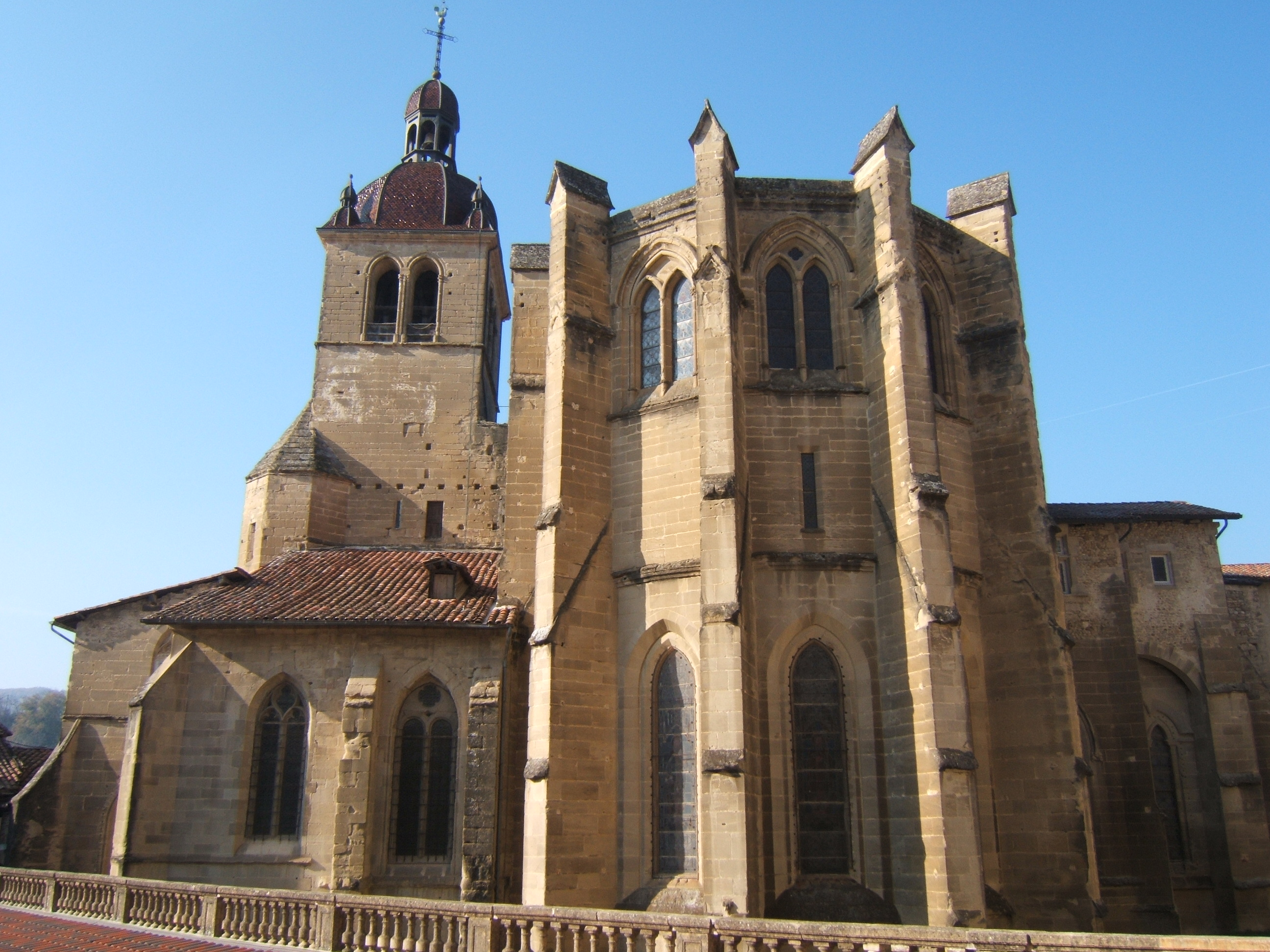
Rückseite der Abteikirche
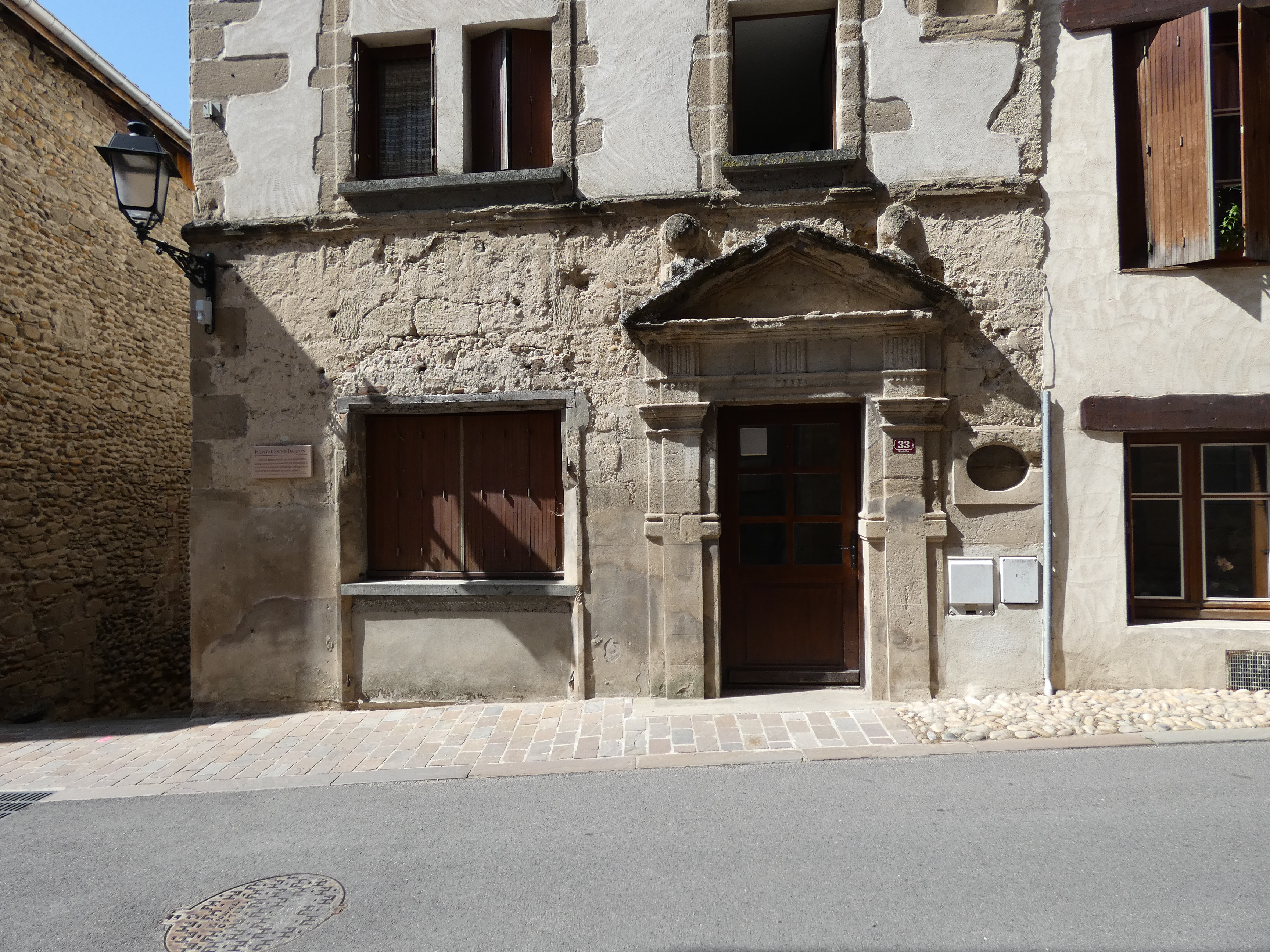
Hospital Saint-Jacques

## Persönlichkeiten
- Johannes Buteo, französischer Mathematiker, wirkte mehrere Jahre als Regularkanoniker in Saint-Antoine-l’Abbaye
- Augustin de La Balme (1733–1780), geboren in Saint-Antoine-l’Abbaye, wirkte als Offizier der Kavallerie im Siebenjähriger Krieg und im Amerikanischen Unabhängigkeitskrieg